# Provincie Málaga
Provincie Málaga (španělsky Provincia de Málaga) je jednou z osmi provincií Andalusie, autonomního společenství na jihu Španělska; zahrnuje hornatá území na jihu Andalusie (nejvyšší vrchol, La Maroma, dosahuje 2066 m) a dlouhý úsek pobřeží Středozemního moře, známý pod marketingovým označením Costa del Sol. Největší řekou je Guadalhorce, která ze severních náhorních plošin stéká hlubokým kaňonem k hlavnímu městu Málaga.
Sousedí s provinciemi Cádiz (na západě), Sevilla (na severozápadě), Córdoba (na severu) a s provincií Granada na východě.

## Obyvatelstvo a sídla
Žije zde přibližně 1,77 milionu obyvatel, což z provincie činí šestou nejlidnatější v celém Španělsku a druhou provincii v Andalusii (kde je zároveň provincií s nejhustším osídlením). Více než polovina obyvatel (okolo 850 000) je koncentrována v metropolitní oblasti Malagy a přes 90 % v přímořských městech a obcích.
Rozdíl mezi pobřežím a vnitrozemím ještě zesílil vlivem turismu (pobřeží Costa del Sol se podílí na celkovém turistickém ruchu Andalusie 35 %) a imigrace (Jihoameričany, Rumuny i Maročany zde předčili občané Británie, kterých tu oficiálně žije přes 63 000, tedy asi 4 %).
| Pořadí | Obec                  | Obyvatel |
| ------ | --------------------- | -------- |
| 1      | Málaga                | 568 507  |
| 2      | Marbella              | 130 549  |
| 3      | Mijas                 | 76 362   |
| 4      | Vélez-Málaga          | 75 623   |
| 5      | Fuengirola            | 71 646   |
| 6      | Torremolinos          | 66 948   |
| 7      | Estepona              | 66 150   |
| 8      | Benalmádena           | 61 383   |
| 9      | Antequera             | 45 234   |
| 10     | Rincón de la Victoria | 39 145   |
| 11     | Ronda                 | 36 907   |
| 12     | Alhaurín de la Torre  | 36 832   |
| 13     | Alhaurín el Grande    | 23 675   |
| 14     | Cártama               | 22 173   |
| 15     | Coín                  | 22 030   |
| 16     | Nerja                 | 21 957   |

## Znak provincie
Znak provincie je odvozen od znaku města Malaga, a je mírně odlišný od heraldicky upravené verze zobrazené na této stránce Wikipedie. Neexistují důkazy o znaku provincie Malaga před rokem 1922, neboť fondy archivu deputace byly zničeny požárem, ke kterému došlo 25. - 26. dubna toho roku. Pátrání skupiny expertů Národního historického archivu k ničemu nevedlo. Roku 1926 požádala korporace malíře José Morena Carbonera, aby navrhl dalmatiky se znakem provincie. Navrhl znak, tvořený znakem města, obklopeným štítky, zastupující soudní okrsky.
Později (neznámo kdy) bylo do znaku zastupitelstva města (Ayuntamiento de Málaga) přidáno pole v pravém horním rohu, kde zastupovalo mořské vlny (modré a stříbrné), umístěné u paty hradeb v realistické krajině, představující pohled na město Malagu a jeho hrad Gibralfaro. Deputace pozměnila pozdější pole, které představovalo mořské vlny, které nahradilo 12 břeven barvy červené a zlaté, které představují 12 soudních okresů bez Malagy. Tato modifikace pochází z časů 2. republiky a připisuje se malíři Luísi Ramosu Rosasovi.
Popis znaku:
Ondas de mar de plata y azur, la ciudad y castillo de Gibralfaro, situado con las torres hacia la derecha, con el corral de los Cautivos en un campo bermejo, los presos y cautivos sombrados de blanco y negro, y un par de las torres de Gibralfaro con las imágenes de San Ciriaco y Santa Paula con resplandores de oro, manto azul y túnica dorada y el sobrecuello de Santa Paula dorado, siniestrado de doce fajas alternadas de gules y oro. Bordura general partida, 1º de púrpura y 2º de sinople, cargada toda ella con yugos y haces de flechas todos de oro. 
Timbre: Corona ducal./Nad stříbrnými a modrými vlnami (v modrém poli ?) město (Malaga) a hrad Gibralfaro, i s věžemi vpravo posunuté, s ohradou zajatců v červeném poli (?), vězňové a zajatci černě a bíle stínovaní. Na dvou věžích postavy svatého Cyriaka a svaté (!) Pauly se zlatými svatozářemi. Modrými plášti a zl. tunikami, svatá Paula má zl. svrchní roucho. Vlevo (v koutě?) dvanáct pruhů střídavě červených a zlatých. Polcený lem purpurový a zelený, posázený jařmy a svazky šípů – vše zlaté.
Kolem štítu jsou rozmístěny stuhy s čestnými tituly, udělenými městu Malaga:
na první stuze je nápis: "MUY NOBLE Y MUY LEAL"/VELMI VZNEŠENÉ A VELMI VĚRNÉ. Královským dekretem ze dne 21. srpna 1843, v upomínku na politické boje , a na padlého generála Espartera, obdržela Malaga titul "SIEMPRE DENODADA"/vždy oddaná; a jako klenot znaku vavřínový věnec/corona cívica a devizu "LA PRIMERA EN EL PELIGRO DE LA LIBERTAD"/PRVNÍ V BOJI ZA SVOBODU. Dekretem z 1. ledna 1901, za přijetí trosečníků z německé válečné fregaty Gneisenau lidem z Malagy obdržela Malaga titul "MUY HOSPITALARIA"/VELMI POHOSTINNÁ. Dekretem z 28. února 1922 obdržela Malaga za charitativní práci vůči vojákům Africké armády/del Ejército de África a za péči o jejich vojenskou nemocnici obdržela Malaga titul "MUY BENEFICA"/VELMI DOBROTIVÁ.
Klenot: vévodská koruna.

## Doprava
V provincii je značně nevyrovnaná situace co do dopravní infrastruktury. Malaga (a Antequera) má sice od prosince 2007 napojení na vysokorychlostní železniční síť AVE, avšak rychle rostoucí pobřežní města jsou odkázána na silniční dopravu. Marbella (130 000 obyv.) je vůbec největším městem Pyrenejského poloostrova bez železnice; pobřežní železnice je teprve ve fázi příprav, s výjimkou příměstského úseku cercanías Málaga — Fuengirola.
Hlavním dálničním tahem je Autovía del Mediterráneo, na území provincie prakticky dokončená. Letiště Málaga je zdaleka nejrušnější v Andalusii (22. v EU), významem srovnatelné s pražským.